# Irina Szewczuk
Irina Borisowna Szewczuk (ros. Ирина Борисовна Шевчук, ur. 6 października 1951 w Murmańsku) – rosyjska i radziecka aktorka filmowa. W 1972 po ukończeniu moskiewskiego WGIK podjęła pracę aktorską w Ukraińskiej SRR, w Studio Filmowym im. Dowżenki w Kijowie. Od 1983 przeniosła się do Studia Filmowego im. Gorkiego w Moskwie.
W życiu prywatnym żona kompozytora Aleksandra Afanasjewa.

## Wybrana filmografia
- 1968: Golfsztrom (Гольфстрим ), reż. Władimir Dowgań
- 1972: Tak tu cicho o zmierzchu... (А зори здесь тихие), reż. Stanisław Rostocki[1]
- 1972: Marmurowy dom (Мраморный дом), reż. Boris Grigoriew
- 1973: Abiturientka (Абитуриентка), reż.  Aleksiej Miszurin
- 1974: Marina (Марина), reż. Boris Iwczenko
- 1977: Biały Bim Czarne Ucho (Белый Бим Чёрное ухо), reż. Stanisław Rostocki

## Nagrody i odznaczenia
- Zasłużony Artysta Ukraińskiej SRR (1974)
- Nagroda Leninowskiego Komsomołu (1976)